# Fumel
Fumel – miejscowość i gmina we Francji, w regionie Nowa Akwitania, w departamencie Lot i Garonna. W 2013 roku populacja gminy wynosiła 5193 mieszkańców. Przez teren gminy przepływa rzeka Lot. 
W Fumel znajduje się zamek, który obecnie jest zaadaptowany na merostwo.